# Peter Karl Ott von Bátorkéz
Peter Karl Ott von Bátorkéz (in ungherese: Bátorkézi Ott Károly Péter, italianizzato in Pietro Carlo Otto di Bátorkéz) (Esztergom, 1738 – Buda, 10 maggio 1809) è stato un militare ungherese naturalizzato austriaco al servizio dell'esercito del Sacro Romano Impero e dell'Impero austriaco.

## Biografia
Partecipò ad importanti battaglie della Francia rivoluzionaria e durante le guerre napoleoniche, come la battaglia di Marengo e la battaglia della Trebbia.